# 西富士宮站
西富士宮站（日语：／ Nishi-fujinomiya eki */?）是位於靜岡縣富士宮市貴船町1番8號，東海旅客鐵道（JR東海）的身延線車站。車站編號是CC07。
在身延線上，此站設有許多區間列車行走於此站至富士站之間，而從此站前往身延、甲府方向的列車較少。

## 歷史
- 1927年（昭和2年）7月15日：富士身延鐵道開設大宮西町站（日语：／）[1]。為旅客和貨物車站[1]。
- 1938年（昭和13年）10月1日：富士身延鐵道借給鐵道省使用，成為身延線[2]。
- 1941年（昭和16年）5月1日：富士身延鐵道正式國有化[2]。
- 1942年（昭和17年）10月1日：車站改名為西富士宮站（日语：／）[1]。
- 1960年（昭和35年）7月10日：結束貨物起卸業務[1]。
- 1984年（昭和59年）2月1日：結束行李起卸業務[1]。
- 1987年（昭和62年）4月1日：伴隨國鐵分割民營化，車站由東海旅客鐵道（JR東海）營運[1]。
- 1995年（平成7年）10月1日：急行「富士川」廢止，再沒有優等列車（日语：優等列車）停站。
- 2010年（平成22年）3月13日：富士站方向的車站中可使用IC卡「TOICA」[3]。
- 2015年（平成27年）3月29日：站內升降機開始使用[4]。

## 車站構造
車站是一座地面車站，設有1面2線的島式月台，車站東邊（靠近車站大樓）為1號月台，西邊為2號月台。另外設有3條側線，用作停泊列車。此站設有1條維護車輛專用側線與車庫，均位於2號月台西邊。
車站大樓位於車站東北方。大樓是一座已改裝的2層高的木造建築物，車站事務室位於2樓。大樓內設有自動售票機、JR全線售票處、候車室和商店。此站是由富士宮站管理的直營車站（設有站長和車站職員當值）。在甲府方向車站中，此站是靜岡縣內最後一座有人車站。
此站可使用TOICA等IC卡，但是只限於此站以南區間（富士宮、富士方向）。此站以北區間（沼久保、身延、甲府方向）不可使用。

### 月台
| 月台 | 路線   | 上下行 | 方向           |
| ---- | ------ | ------ | -------------- |
| 1、2 | 身延線 | 上行   | 富士方向       |
| 1、2 | 身延線 | 下行   | 身延、甲府方向 |

- 原則上，上行列車使用1號月台，下行列車使用2號月台。
- 此站設有夜間停泊列車。

## 使用狀況
以下為近年1日乘車人次列表：
| 乘車人次變化 | 乘車人次變化     | 乘車人次變化 |
| 年度         | 1日平均 乘車人次 |              |
| ------------ | ---------------- | ------------ |
| 1993年       | 2,200            |              |
| 1994年       | 2,153            |              |
| 1995年       | 2,101            |              |
| 1996年       | 2,096            |              |
| 1997年       | 1,903            |              |
| 1998年       | 1,795            |              |
| 1999年       | 1,681            |              |
| 2000年       | 1,607            |              |
| 2001年       | 1,635            |              |
| 2002年       | 1,564            |              |
| 2003年       | 1,572            |              |
| 2004年       | 1,540            |              |
| 2005年       | 1,479            |              |
| 2006年       | 1,464            |              |
| 2007年       | 1,444            |              |
| 2008年       | 1,454            |              |
| 2009年       | 1,429            |              |
| 2010年       | 1,413            |              |
| 2011年       | 1,315            |              |
| 2012年       | 1,314            |              |
| 2013年       | 1,332            |              |
| 2014年       | 1,304            |              |
| 2015年       | 1,278            |              |
| 2016年       | 1,210            |              |
| 2017年       | 1,233            |              |
| 2018年       | 1,268            |              |

## 車站周邊
車站位於富士宮市中心西端。站前設有站前廣場，該處設有巴士站和的士站。站前設有商店街。
從此站出發前往沼久保站之間，列車會向左轉180度並上斜。在離開車站時，右邊車窗可觀看富士山，隨後列車跨過潤井川後，變為左邊車窗可觀看富士山，以及富士宮市區風景。
- 富士宮市立貴船小學
- 富士宮貴船郵局
- 富士宮市立富士宮第三中學
- 富士宮市立富士宮第四中學
- 富士山本宮淺間大社
- 森永乳業富士工場
- 富士菲林富士宮工場
- 靜岡縣道184號白糸富士宮線（日语：静岡県道184号白糸富士宮線）
- 靜岡縣道25號富士宮芝川線（日语：静岡県道25号富士宮芝川線）
- 靜岡縣道180號富士宮富士公園線（日语：静岡県道180号富士宮富士公園線）
- 靜岡縣道414號富士富士宮線（日语：静岡県道414号富士富士宮線）

## 巴士路線
| 乘車處     | 乘車處 | 系統                     | 主要途經                         | 目的地         | 巴士公司       | 備註 |
| ---------- | ------ | ------------------------ | -------------------------------- | -------------- | -------------- | ---- |
| 西富士宮站 |        |                          |                                  |                | 富士急靜岡巴士 |      |
| 西富士宮站 |        | 富丘、青木平、大石寺入口 | 上條                             |                | 富士急靜岡巴士 |      |
| 西富士宮站 |        |                          | 富士宮站、赤坂、中野             | 曾比奈         | 富士急靜岡巴士 |      |
| 西富士宮站 |        | 富士宮站                 |                                  |                | 富士急靜岡巴士 |      |
| 西富士宮站 |        | 宮1                      | 富士宮站、西公民館、富士宮市政廳 | 綜合福祉會館   | 宮巴士         |      |
| 西富士宮站 | 宮2    |                          | 総合福祉會館                     |                | 宮巴士         |      |
| 西富士宮站 | 宮13   | 沼久保、香葉台、芝川站   | 芝川會館                         | 星期日暫停服務 | 宮巴士         |      |
| 西富士宮站 | 宮14   | 稗久保、新田、芝川站     | 芝川會館                         | 星期日暫停服務 | 宮巴士         |      |
| 西富士宮站 |        | AEON Mall富士宮          | 富士宮站南出口                   | 星期日暫停服務 | 宮巴士         |      |

## 相鄰車站
東海旅客鐵道（JR東海）
 身延線
富士宮（CC06）－西富士宮（CC07）－沼久保

## 注腳
1. 1 2 3 4 5 6  『停車場変遷大事典 国鉄・JR編 2』 JTB、1998年
2. 1 2  『停車場変遷大事典 国鉄・JR編 1』 JTB、1998年
3. ↑   (PDF) (新闻稿). 東海旅客鉄道. 2009-12-21  [2020-12-19]. （原始内容存档 (PDF)于2020-12-19） （日语）.
4. ↑   (PDF) (新闻稿). 東海旅客鉄道. 2015-03-12  [2020-12-19]. （原始内容存档 (PDF)于2020-12-19） （日语）.
5. ↑  東海旅客鉄道編 『東海旅客鉄道20年史』 東海旅客鉄道、2007年
6. 1 2  用車站時間表的方向資訊。詳情參見JR東海官方網站的各站時間表 （页面存档备份，存于）（截至2015年1月）。
7. ↑  「靜岡縣統計年鑑」
8. ↑  「富士宮市之統計」
9. ↑  富士宮市中心市街地活性化基本計画 （页面存档备份，存于）（日語）（富士宮市官方網站）

## 外部連結
- JR東海 西富士宮站（日語）